# Зенбиль
Зенбиль (азерб. Zənbil adası) — острів у Каспійському морі поблизу південно-східного узбережжя Азербайджану. Є одним з островів Бакинського архіпелагу, розташований в його центральній частині. Раніше росіяни дали острову назву Дуванний.
У Х столітті сюди був здійснений похід слов'ян.